# Маркус Ніспел
Маркус Ніспел (нім. Marcus Nispel — німецький та американський кінорежисер. Його дебютним фільмом був ремейк культового фільму 1974 Техаська різанина бензопилою.

## Біографія
Маркус Ніспел народився у Німеччині але найбільшу популярність здобув переїхавши до США. В основному він знімав рекламні ролики та музичні кліпи. Свій перший фільм він зняв у 2003 році. Це був рімейк класичного фільму жахів під назвою Техаська різанина бензопилою. Фільм номінувався на золоту малину, але також отримав високі оцінки глядачів.

## Фільмографія
| Рік  | Назва                        | Режисер | Продюсер | Сценарист |
| ---- | ---------------------------- | ------- | -------- | --------- |
| 2003 | Техаська різанина бензопилою | Так     | Ні       | Ні        |
| 2004 | Франкенштейн                 | Так     | Так      | Ні        |
| 2007 | Слідопит                     | Так     | Так      | Ні        |
| 2009 | П'ятниця 13-те               | Так     | Ні       | Ні        |
| 2011 | Конан-варвар                 | Так     | Ні       | Ні        |
| 2015 | Exeter                       | Так     | Так      | Так       |